# Cupa Europei la aruncări din 2016
A 16-a ediție a Cupei Europei la aruncări s-a desfășurat între 12 și 13 martie 2016 la Arad, România. S-au înscris 372 de atleți din 37 de țări.

## Program
Probele au avut loc pe Stadion Gloria (numit Gloria 1, str. Dacilor nr. 14) și pe terenul Clubului Sportiv Școlar (numit Gloria 2, piața 13 Martiri). Fostul atlet ucrainean Serhii Bubka a deschis competiția. Gabriela Szabo a fost prezentă în calitate de reprezentant al președintelui Asociației Europene de Atletism.
| 9:00, aruncarea suliței feminin sub 23, Gloria 2        |
| 10:30, aruncarea discului masculin, Gloria 1            |
| 11:30, aruncarea ciocanului masculin sub 23, Gloria 2   |
| 13:20, aruncarea suliței feminin, Gloria 1              |
| 13:30, aruncarea ciocanului masculin, grupa B, Gloria 2 |
| 13:40, aruncarea greutății feminin sub 23, Gloria 1     |
| 15:10, aruncarea greutății feminin, Gloria 1            |
| 15:20, aruncarea discului masculin sub 23, Gloria 2     |
| 15:55, aruncarea ciocanului Senior, grupa A, Gloria 1   |
|                                                         |

| 9:00, aruncarea suliței masculin sub 23, Gloria 1           |
| 9:05, aruncarea discului feminin sub 23, Gloria 2           |
| 11:00, aruncarea suliței masculin, grupa B, Gloria 2        |
| 11:50, aruncarea discului feminin, Gloria 1                 |
| 12:30, aruncarea ciocanului feminin, grupa B, Gloria 2      |
| 13:30, aruncarea greutății masculin sub 23, Gloria 1        |
| 14:30, aruncarea suliței masculin Senior, grupa A, Gloria 1 |
| 14:35, aruncarea ciocanului feminin sub 23, Gloria 2        |
| 15:40, aruncarea greutății masculin, Gloria 1               |
| 16:30, aruncarea ciocanului feminin, grupa A, Gloria 1      |

## Rezultate

### Masculin
| Probă sportivă       | Aur                    | Aur     | Argint                 | Argint  | Bronz                       | Bronz   |
| Aruncarea greutății  | Andrei Gag (ROU)       | 20,68 m | Tsanko Arnaudov (POR)  | 19,85 m | Sebastiano Bianchetti (ITA) | 19,78 m |
| Aruncarea discului   | Axel Härstedt (SWE)    | 62,73 m | Martin Kupper (EST)    | 62,20 m | Mîkîta Nesterenko (UKR)     | 62,01 m |
| Aruncarea ciocanului | Krisztián Pars (HUN)   | 75,21 m | Searhei Kalamoeț (BLR) | 75,17 m | Marco Lingua (ITA)          | 74,51 m |
| Aruncarea suliței    | Uladzimir Kazlou (BLR) | 79,34 m | Jérémy Nicollin (FRA)  | 76,77 m | Norbert Bonvecchio (ITA)    | 76,66 m |

### Feminin
| Probă sportivă       | Aur                        | Aur     | Argint                    | Argint  | Bronz                    | Bronz   |
| Aruncarea greutății  | Alena Abramciuk (BLR)      | 17,21 m | Jessica Cérival (FRA)     | 17,05 m | Markéta Červenková (CZE) | 16,86 m |
| Aruncarea discului   | Mélina Robert-Michon (FRA) | 62,05 m | Pauline Pousse (FRA)      | 58,24 m | Eliška Staňková (CZE)    | 55,55 m |
| Aruncarea ciocanului | Zalina Marghieva (MDA)     | 72,58 m | Alexandra Tavernier (FRA) | 70,79 m | Betty Heidler (GER)      | 69,83 m |
| Aruncarea suliței    | Christin Hussong (GER)     | 61,80 m | Līna Mūze (LVA)           | 61,26 m | Ásdís Hjálmsdóttir (ISL) | 59,53 m |

### Sub 23 masculin
| Probă sportivă       | Aur                      | Aur     | Argint                    | Argint  | Bronz                 | Bronz   |
| Aruncarea greutății  | Osman Can Özdeveci (TUR) | 18,59 m | Patrick Müller (GER)      | 18,12 m | Karl Koha (EST)       | 17,29 m |
| Aruncarea discului   | Simon Pettersson (SWE)   | 60,28 m | Alin Firfirică (ROU)      | 59,28 m | Domantas Poška (LTU)  | 58,08 m |
| Aruncarea ciocanului | Özkan Baltacı (TUR)      | 72,11 m | Bence Halász (HUN)        | 71,16 m | Matija Gregurić (CRO) | 71,13 m |
| Aruncarea suliței    | Julian Weber (GER)       | 81,24 m | Norbert Rivasz-Tóth (HUN) | 77,70 m | Emin Öncel (TUR)      | 72,64 m |

### Sub 23 feminin
| Probă sportivă       | Aur                   | Aur     | Argint                         | Argint  | Bronz                     | Bronz   |
| Aruncarea greutății  | Fanny Roos (SWE)      | 16,08 m | Rose Sharon Pierre-Louis (FRA) | 15,97 m | Alena Pasecinik (BLR)     | 15,88 m |
| Aruncarea discului   | Veronika Domjan (SLO) | 54,04 m | Salla Sipponen (FIN)           | 53,15 m | Alexandra Emilianov (MDA) | 52,58 m |
| Aruncarea ciocanului | Hanna Malîșciîk (BLR) | 68,76 m | Réka Gyurátz (HUN)             | 68,96 m | Marinda Petersson (SWE)   | 66,18 m |
| Aruncarea suliței    | Sigrid Borge (NOR)    | 59,33 m | Sara Kolak (CRO)               | 58,11 m | Arantxa Moreno (ESP)      | 54,75 m |

## Clasament pe medalii
| Loc   | Țară              | Aur | Argint | Bronz | Total |
| ----- | ----------------- | --- | ------ | ----- | ----- |
| 1     | Belarus           | 3   | 1      | 1     | 5     |
| 2     | Suedia            | 3   | 0      | 1     | 4     |
| 3     | Germania          | 2   | 1      | 1     | 4     |
| 4     | Turcia            | 2   | 0      | 1     | 3     |
| 5     | Franța            | 1   | 5      | 0     | 6     |
| 6     | Ungaria           | 1   | 3      | 0     | 4     |
| 7     | România           | 1   | 1      | 0     | 2     |
| 8     | Republica Moldova | 1   | 0      | 1     | 2     |
| 9     | Norvegia          | 1   | 0      | 0     | 1     |
| 9     | Slovenia          | 1   | 0      | 0     | 1     |
| 11    | Croația           | 0   | 1      | 1     | 2     |
| 11    | Estonia           | 0   | 1      | 1     | 2     |
| 13    | Finlanda          | 0   | 1      | 0     | 1     |
| 13    | Letonia           | 0   | 1      | 0     | 1     |
| 13    | Portugalia        | 0   | 1      | 0     | 1     |
| 16    | Italia            | 0   | 0      | 3     | 3     |
| 17    | Cehia             | 0   | 0      | 2     | 2     |
| 18    | Spania            | 0   | 0      | 1     | 1     |
| 18    | Islanda           | 0   | 0      | 1     | 1     |
| 18    | Lituania          | 0   | 0      | 1     | 1     |
| 18    | Ucraina           | 0   | 0      | 1     | 1     |
| Total | Total             | 16  | 16     | 16    | 48    |